# Bistum Piedras Negras
Das Bistum Piedras Negras (lat.: Dioecesis Saxanigrensis, span.: Diócesis de Piedras Negras) ist eine in Mexiko gelegene römisch-katholische Diözese mit Sitz in Piedras Negras.

## Geschichte

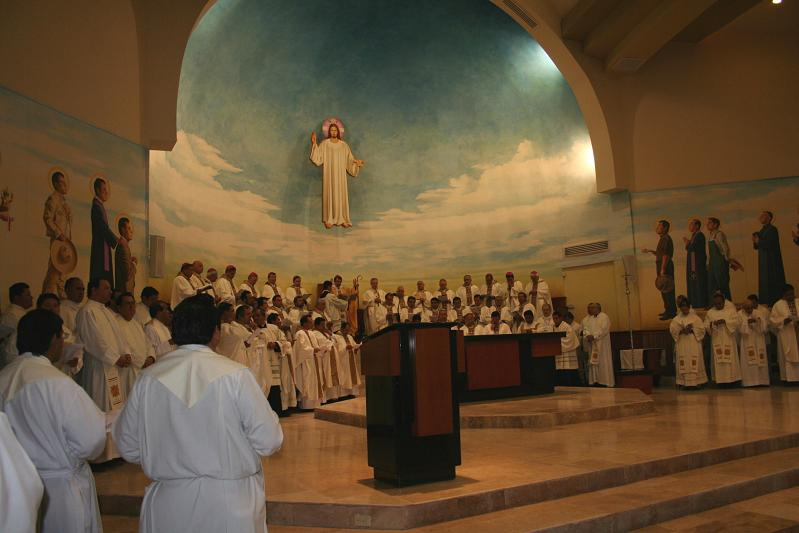
Catedral Mártires de Cristo Rey

Das Bistum Piedras Negras wurde am 8. Januar 2003 durch Papst Johannes Paul II. mit der Apostolischen Konstitution Sollicitus de spirituali aus Gebietsabtretungen des Bistums Saltillo errichtet und dem Erzbistum Monterrey als Suffraganbistum unterstellt.

## Bischöfe von Piedras Negras
- Alonso Gerardo Garza Treviño, 2003–2024
- Alfonso Gerardo Miranda Guardiola, seit 2024